# 楊歸儒
楊歸儒（1534年—？），字季中，河南河南府嵩縣民籍，洛陽縣人，明朝政治人物。

## 生平
嘉靖三十七年（1558年）戊午科河南鄉試第八名舉人。隆慶二年（1568年）中式戊辰科會試第三百八十三名，三甲第一百二十四名進士。授涇陽縣知县，升工部主事，歷官臨江知府，萬曆十年（1582年）七月遷两淮鹽運使，駐扬州，大力整治鹽政。十六年十一月升陕西右参政，改山西，二十年五月升雲南按察使，二十一年十月升四川右布政使，二十三年四月遷貴州左布政使。楊歸儒墓在府城北一十里北邙山之麓。

## 家族
曾祖楊瑄，義官；祖父楊徽，貢士；父楊應科，母鄧氏；繼母張氏。永感下。兄杨华、杨蓁